# Formel-E-Rennstrecke London (Battersea Park)
Die Formel-E-Rennstrecke London im Battersea Park war ein temporärer Stadtkurs im Londoner Stadtbezirk Wandsworth im Vereinigten Königreich, der in den Jahren 2015 und 2016 für Rennen der Formel E eingerichtet wurde. Die im Stadtteil Battersea im Battersea Park eingerichtete Strecke hatte eine Länge von 2,922 km.

## Streckenbeschreibung

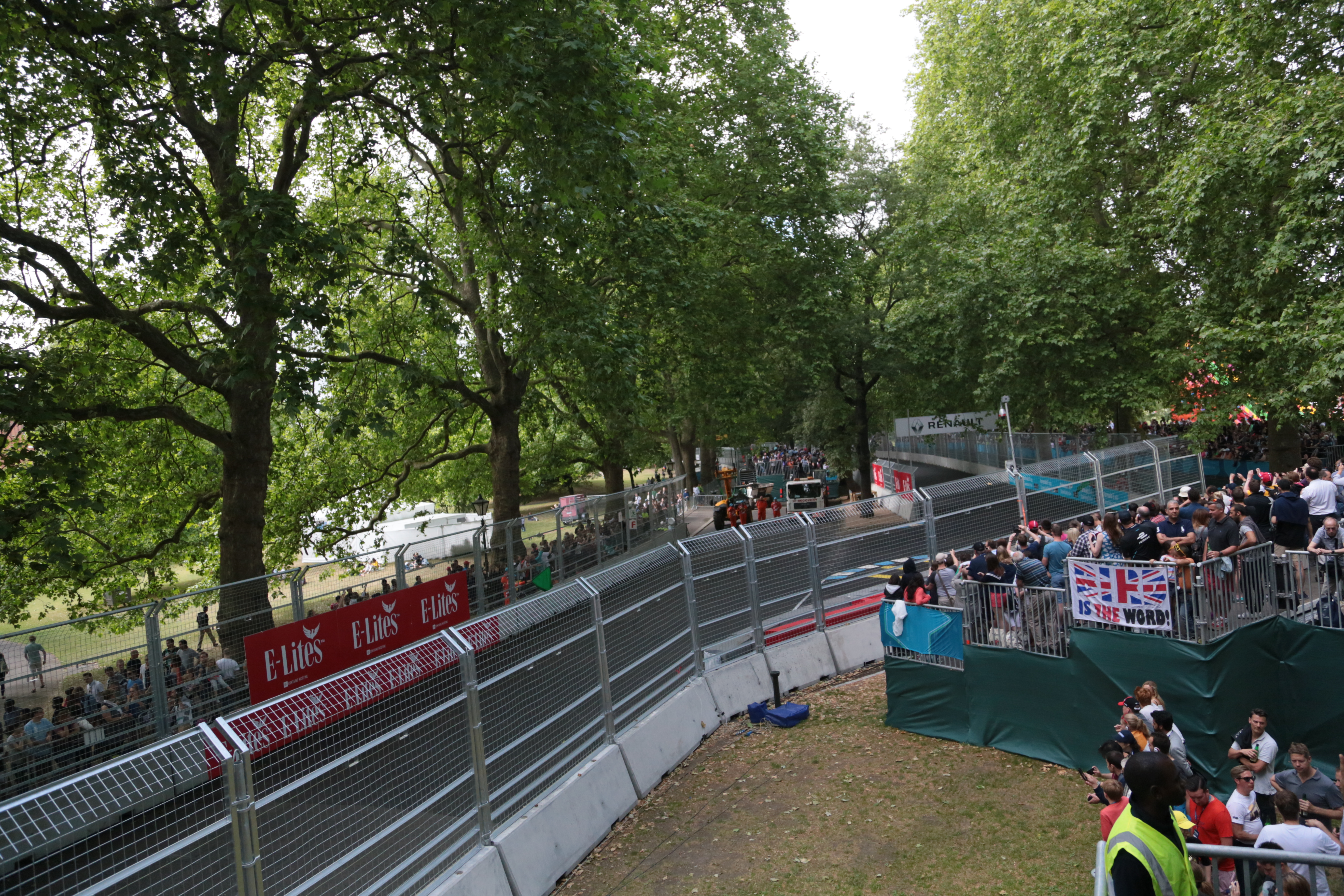
Schikane auf der Rennstrecke im Battersea Park (2015)

Die Strecke wurde von Simon Gibbons entworfen, bestand aus 15 Kurven und führte gegen den Uhrzeigersinn durch den Battersea Park. Nahezu die gesamte Größe des 0,83 km³ großen Parks wurde hierbei ausgenutzt.
Als Start-Zielgeraden wurde die Straße Carriage Drive North verwendet, die in 50 Meter Entfernung südlich der Themse verläuft. Dann bog die Strecke nach links auf den Carriage Drive West ab, wo sich zwei Schikanen befanden, und anschließend erneut nach links, auf den Carriage Drive South auf dem ebenfalls 2 Schikanen platziert wurden. Die Strecke führte dann über den Carriage Drive East um einen Teich zu einer weiteren Schikane. Hier befand sich die Boxeneinfahrt der auf dem Bereich des Battersea Evolution (einer Ausstellungsfläche) platzierten Boxengasse. Die Strecke bog dann am Ende der Straße erneut links ab, wieder auf den Carriage Drive North. Unmittelbar nach der letzten Kurve befand sich die Boxenausfahrt.
Aufgrund von Sichtbehinderungen durch die zahlreichen im Park vorhandenen Bäume verzichteten die Organisatoren des ePrix auf traditionelle Tribünen. Stattdessen kamen Plattformen und Terrassen zum Einsatz.

## Geschichte

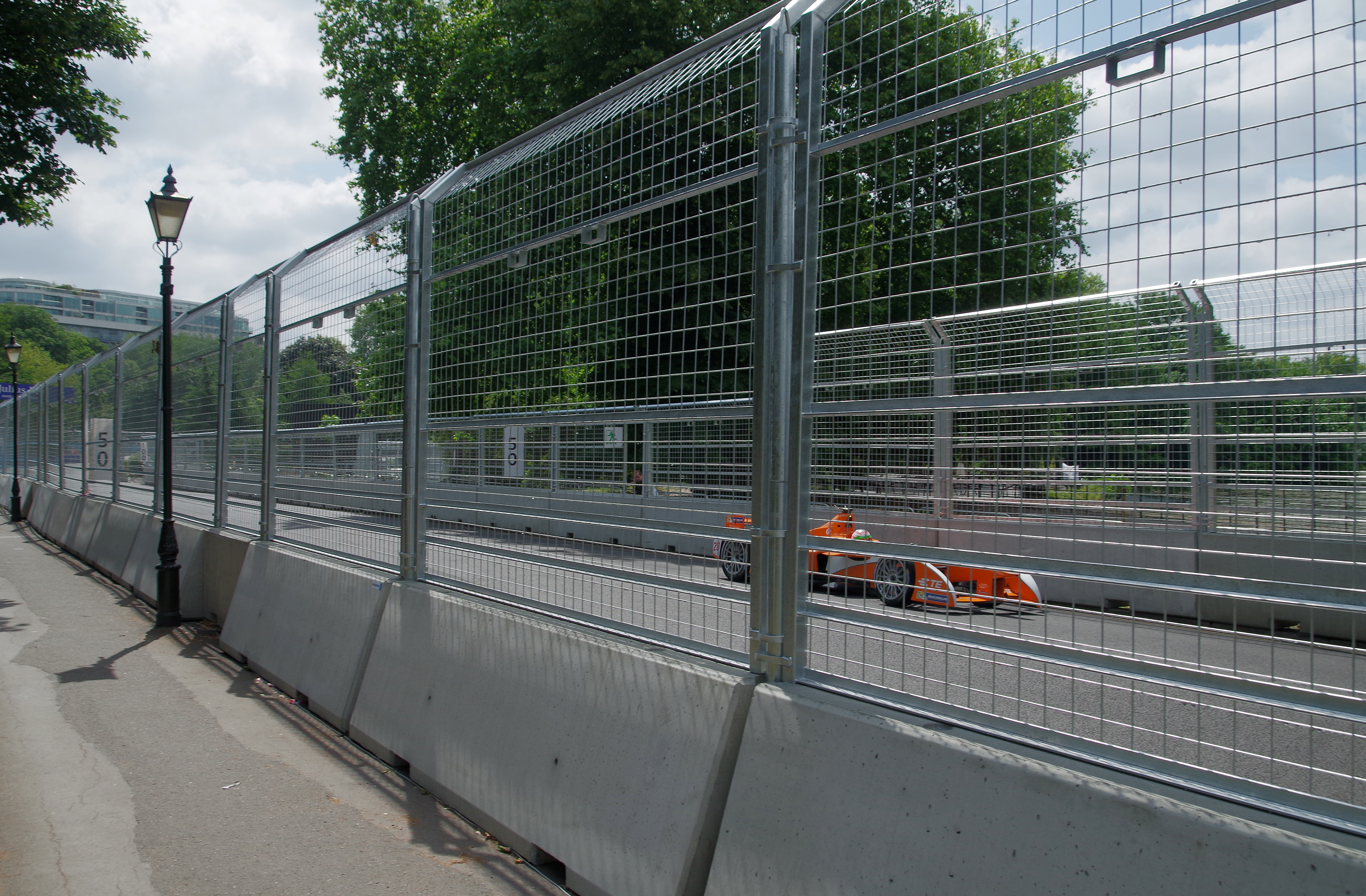
Andretti Autosport Formel E von Simona de Silvestro beim 2015 FIA Formula E London ePrix.

Am 27. Juni 2015 fand im Rahmen der FIA-Formel-E-Meisterschaft 2014/15 erstmals ein Rennen auf der Strecke statt.
Diese wurde als zu eng und zu holprig kritisiert, was zum Teil in Aufhängungsbrüchen der teilnehmenden Formel-E-Piloten gipfelte. In letzter Minute musste die Kurve 1 geändert werden, und das Rennen wurde mit einem Pace Car gestartet.
An den Rennwochenenden wurde ein Großteil des denkmalgeschützten Parks vier Tage lang für die Öffentlichkeit gesperrt, und es kam zu dreiwöchigen Behinderungen durch die damit verbundenen Bauphasen. Die örtliche Gemeinde gründete eine Bürgerinitiative, die sich gegen weitere Rennen im Park aussprach.
Im Juni 2016 gab die Formel E bekannt, dass sie auf der Grundlage einer Vereinbarung zwischen der Formel E und der Battersea Park Action Group nicht auf die Strecke zurückkehren würde. Ursprünglich war die Ausrichtung im Battersea Park auf 5 Jahre vereinbart worden.
Seit 2021 findet der London e-Prix auf einer 13 km weiter östlich gelegenen temporären Rennstrecke rund um das ExCel-Exhibition Center statt.